# Johfra Bosschart
Johfra Bosschart (auch kurz Johfra, bürgerlich Johannes Franciscus Gijsbertus van den Berg; * 15. Dezember 1919 in Rotterdam; † 6. November 1998 in Fleurac) war ein niederländischer Künstler und Grafiker. Er arbeitete im Stil des Surrealismus bzw. des Phantastischen Realismus und wählte häufig Themen aus den Bereichen Religion, Mythologie, Psychologie, Astrologie und Magie.

## Leben
Nachdem sich sein künstlerisches Talent bereits in der Kindheit gezeigt hatte, schrieb er sich im Alter von 14 Jahren an der Königliche Kunstakademie in Den Haag ein, wo er zunächst im Stil der alten Meister ausgebildet wurde. Durch ein nationalsozialistisch geprägtes Buch, das die so genannte „Entartete Kunst“ brandmarkte, kam er mit Künstlern wie Salvador Dalí oder René Magritte in Berührung, die später zu seinen Vorbildern werden sollten. 1945 zerstörte eine Fliegerbombe Johfras komplettes bisherige Werk, das aus ca. 400 Gemälden und 1000 Zeichnungen bestand.
1952 heiratete er die Malerin Diana Vandenberg (bürgerlich Angèle Thérèse Blomjous). Bald entdeckten die beiden das okkulte Gedankengut der Rosenkreuzer, das Johfra faszinierte und künstlerisch inspirierte. 1959 traf das Paar Salvador Dalí zu einem künstlerischen Austausch. Nach dem Scheitern der Beziehung heiratete Johfra 1973 die Malerin Ellen Lórien. Im Jahr darauf siedelten die beiden in ein Landhaus in Fleurac im Périgord Noir über, wo Johfra 1998 an Krebs starb.

## Werk
Johfras bekanntestes Werk ist der zwölfteilige Zyklus über die Tierkreiszeichen. Die im Stil des phantastischen Realismus gehaltenen Werke beschränken sich nicht auf das jeweilige Zeichen, sondern reichern es mit vielfältigen mythologischen Bezügen und Querverweisen etwa auf griechische oder ägyptische Götter und okkulte Symbole an. Auch lassen sich Einflüsse aus dem Tarot von Crowley nachweisen. Der Betrachter wird daher zu freier Assoziation eingeladen. Großer Beliebtheit erfreute sich der Zyklus während der Esoterik-Welle der 80er Jahre.
Ein großer Verehrer und Unterstützer von Johfras Werk war der Schriftsteller und Kunstkritiker Hein Steehouwer, der langjährige Feuilletonchef des Haarlems Dagblad. In seinem Buch Sieben Metarealisten von 1974 prägte er den Begriff einer entsprechenden Künstlergruppe und Stilrichtung, der er neben Johfra und seinen beiden Ehefrauen vier weitere Künstler zurechnete. 1975 veröffentlichte er ein weiteres Werk über Johfras Tierkreis.